# Llanfechain
Llanfechain est un village et une communauté du Powys, au pays de Galles.

## Géographie
Llanfechain est situé dans le nord-est du Powys, dans le comté historique du Montgomeryshire. Il est traversé par la Cain (en), un affluent de la Vyrnwy.

## Démographie
Au recensement de 2011, la communauté de Llanfechain comptait 465 habitants.

## Personnalités liées
- James Hanley (1897-1988), écrivain, y vécut et y est inhumé.